# École nationale supérieure des beaux-arts
École des Beaux-Arts punim imenom École Nationale Supérieure des Beaux-Arts (akronim: ENSB-A), u prijevodu na hrvatski (Škola lijepih umjetnosti) cijenjena je Akademija likovne umjetnosti iz Pariza u Francuskoj. 
Pariška akademija je veliki kompleks zgrada u samom srcu Pariza, pored muzeja Louvre s druge strane Seine u kvartu Saint-Germain-des-Près.

## Povijest
Akademiju je pod imenom Kraljevska akademija za slikarstvo i skulpturu (Académie Royale de Peinture et de Sculpture)  osnovao 1648. godine slikar Charles Le Brun.
1793. se je godine spojila s Kraljevskom akademijom arhitekture, koju je osnovao ondašnji ministar kralja Luja XIV. Jean-Baptiste Colbertaj 1671. godine, a otad se zove École des Beaux-Arts.Na toj akademiji učilo se slikarstvo, kiparstvo, arhitektura i grafika. Od 1968. na akademiji više se ne studira arhitekturu, koja je pod utjecajem njemačkog Bauhausa, postala fakultet tehničkog usmjerenja. 
Sve do 1863. Akademija je bila pod izravnim kraljevskim tutorstvom, a od onda je državnom javnom institucijom. 
Tijekom 19. st. École des Beaux-Arts bila je najutjecajnijom umjetničkom akademijom zapadnog svijeta, koja je osobito utjecala na arhitekturu. Od 1930-ih akademija mijenja u duhu Bauhausa. 

## Vanjske poveznice
- Službene stranice  Arhivirana inačica izvorne stranice od 9. travnja 2011. (Wayback Machine) (fra.)